# کلاپام
کلاپام (به انگلیسی: Clapham) یک منطقهٔ مسکونی در لندن است که در منطقه لمبت لندن واقع شده‌است

## افراد ساکن قبلی یا فعلی
- جان امیچی
- کینگزلی آمیس
- ناتاشا بیدینگ فیلد – singer
- جان فرانسیس بنتلی
- جرمی برت –  actor[۱]
- دیوید کالدر (بازیگر)
- هنری کاوندیش
- مایکل دوبری
- گراهام گرین –  author
- لینا هیدی
- دیمون هیل
- جان کیگان
- میریام مارگولیس –  actress
- آلفرد مارشال
- کریس اودوود
- ساموئل پیپس
- اریک پریدز –  musician
- کورین ردگریو –  actor
- ونسا ردگریو –  actress
- کلی رایلی
- ناتسومه سوزکی
- پالی توینبی[۲]
- دنیس واترمن –  actor
- د مکابیز
- ویلیام ویلبرفورس
- مارگو رابی –  actress[۳]